# 技術高級課程
技術高級課程（ぎじゅつこうきゅうかてい、英語：Technical Administration Course (TAC)）とは、陸上自衛隊における技術研究開発・行政職域における上級指揮官・幕僚の育成を目的とした教育課程で、陸上自衛隊教育訓練研究本部（旧陸上自衛隊幹部学校）に設置されている。
帝国陸軍の陸軍砲工学校高等科に相当する。

## 課程の概要
理工学修士以上の学位または同等の能力を有すると認められ、かつ幹部上級課程（AOC）を修了もしくは同等の能力を有すると認められた40歳未満の3佐～1尉の志願者から、試験によって選抜される。試験は、1次（筆記試験、2日間）、2次（面接試験、3日間）に分けて実施され、合格するのは至難である。 なお、本課程と指揮幕僚課程は、受験回数が併せて4回までに制限されており、併願受験は認められていない。
教育期間は約45週。教育終了後は主に防衛装備庁・陸上自衛隊開発実験団等において装備品等の研究開発等に従事する。防衛装備庁長官官房装備官（旧・技術研究本部の陸上開発官（陸将））は、本課程の修了者で占められている。
なお、航空自衛隊では航空兵器課程が本課程に相当する課程として存在する。入校資格は技術開発職域に従事する佐官となっている。